# Ole Norrback
Johan Ole Norrback (né le 18 mars 1941 à Ylimarkku) est un homme politique finlandais,.

## Carrière
Il est membre du Parti populaire suédois qu'il a présidé de 1990 à 1998. 
Ole Norrback est député de 1979 à 1987 et de 1991 à 1999.
Il occupe plusieurs postes ministériels dans les années 1980 et 1990. 
Au XXIe siècle, il est ambassadeur de Finlande, d'abord en Norvège puis en Grèce, d'où il est retourné en Finlande en septembre 2007.

## Postes ministériels
Ole Norrback a occupé de nombreux sièges de ministres:
- Ministre de la Défense (Holkeri) 30.04.1987–12.06.1990
- Ministre au Ministère de l'Agriculture et des Forêts (Holkeri) 30.04.1987–25.04.1991
- Ministre de l'Éducation (Holkeri) 13.06.1990–25.04.1991
- Ministre des Transports (Aho) 26.04.1991–12.04.1995
- Ministre de la coopération nordique (Aho) 03.05.1991–12.04.1995
- Ministre au Ministère des Affaires étrangères (Lipponen I) 13.04.1995–14.04.1999
- Ministre au cabinet du Premier ministre (Lipponen I) 13.04.1995–14.04.1999
- Ministre du Commerce et de l'Industrie (Lipponen I) 13.04.1995–14.04.1999

## Reconnaissance
- Titre honorifique de Ministre, 2006